# 松竹伸幸・鈴木元除名問題
松竹伸幸・鈴木元除名問題は、日本共産党において2023年に起きた、党員の松竹伸幸および鈴木元を同党が除名したことに起因する問題。京都の出版社「かもがわ出版」の出版物に関連して繰り広げられており、2024年の第29回党大会後も収束を見るに至っていない問題である。

## 前史
- 2022年
  - 8月23日 - 日本共産党党建設委員会が、同党の志位和夫委員長の在任期間が長いことなどへの批判に対し、「日本社会の根本的変革をめざす革命政党にふさわしい幹部政策とは何か　一部の批判にこたえる」という見解を発表（8月24日「しんぶん赤旗」に掲載）[1]。
  - 11月28日 - かもがわ出版から『日本共産党100年　理論と体験からの分析』（有田芳生、森田成也、木下ちがや、梶原渉著）が刊行される[2]。「日本共産党の行き詰まりの原因のひとつは、国民にたいして自らが変わる、変われるという姿勢を打ち出せていないことにある」（序論）という前提に立ち、有田の除籍問題や党首公選を否定した党建設委員会声明（前掲）批判などを盛り込んだものである。

## 経過①（第29回大会前）
- 2023年
  - 1月19日 - かもがわ出版編集主幹の松竹伸幸が「共産党員である著者がなぜ党首公選制を訴え、自ら立候補を宣言するのか。外からは知ることのできない共産党の内情がよく分か」る本だとの触れこみで、『シン・日本共産党宣言』（文春新書）を刊行[3]。松竹はこの著作の刊行に前後して、記者会見[4]やネットテレビへの出演[5]、みずからのブログなどで、日本共産党の党首（幹部会委員長）の選出方法を全党員に直接選挙にすることと、そのような選挙が実現した際には自分が党首に立候補することを公言する。
  - 1月20日 - かもがわ出版取締役の鈴木元が『志位和夫委員長への手紙』をかもがわ出版から刊行[6]。「志位委員長は直ちに辞任して、党首公選を行って選ばれる新しい指導部に共産党の改革を委ねるべき」と主張。また同日、あけび書房からも「党員が党首を投票で直接選ぶ『党首選挙』を実施することで、党内の活発な論議を国民にも可視化させ」ることをうたった『希望の共産党』が刊行されるなど[7]、22年末から23年初頭にかけて、日本共産党の「党首公選」を要求する書籍がつづけて刊行され、『週刊文春』は「共産党に激震！　志位委員長に3冊の挑戦状」と報じた[8]。
  - 1月21日 -「しんぶん赤旗」に赤旗編集局次長・藤田健が「規約と綱領からの逸脱は明らか―松竹伸幸氏の一連の言動について」で松竹の「一連の言動」を批判[9]。
  - 2月5日 - 日本共産党京都南地区委員会が松竹の除名処分を決定、翌6日に党京都府委員会がこれを承認した[10]。
  - 2月6日 - 松竹が日本記者クラブで講演。「日本共産党の私に対する除名処分についての見解を発表します」と題するプレスリリースを公表[11]。以降、2月13日から18日まで自身のブログで「除名処分通知書への一口反論」を連載し、「被除名者が処分に不服な場合は、中央委員会および党大会に再審査をもとめることができる」という規約第55条にもとづき、来年1月の党大会に再審査を求めることを宣言した[12]。
  - 2月8日 -「しんぶん赤旗」にて党書記局次長・土井洋彦が「党攻撃とかく乱の宣言—松竹伸幸氏の言動について」を掲載し、日本記者クラブでの会見を批判した[13]。
  - 2月16日 -「しんぶん赤旗」で、小林節が「除名となった党員は党内議論を行わずに、時間をかけて準備した出版という形で、いきなり党外から党への批判的な意見をぶつけてきた。これはルール違反です。他のどの組織であれ、除名を含む処分はありうると思います。『朝日』などメディアがこの件で日本共産党をバッシングしているのは、看過できません」と発言[14]。
  - 3月5日 - 福岡県委員会のかみや貴行が、松竹の処分を見直すよう中央委員会が関連地方機関（＝京都南地区委、京都府委）に助言するよう福岡県委員会総会として決議することを提案したが、福岡県委員会総会はかみやの意見を多数で否決した。これに係わって、かみやを常任委員会から罷免する意見も出たが、異論を持っていることで排除することは適切でなく、かみやが今後も規約を守って行動するかぎり、問題はない、との判断が下された[15]。
  - 3月初旬 - 日本共産党出版局が『党首選出と安保政策をめぐる攻撃にこたえる―憲法の「結社の自由」をふまえて』を発行[16]。
  - 3月3日～18日 - 敬徳書院店主・高橋祐吉が「騒がしきことなどー松竹問題雑感」（3回連載）で、党の対応に疑問を表明[17]。
  - 3月15日 - 日本共産党京都府委員会が鈴木の除名処分を決定。翌6日に中央委員会が了承した[18]。
  - 6月7日 - 松竹、鈴木の除名に対して「党内民主主義は終わっている」と批判的意見をSNSで表明していた蛭子智彦・南あわじ市議を除籍した[19]。
  - 8月10日 - 松竹が『不破哲三氏への手紙』（宝島社新書）を刊行、松竹は「自説は不破哲三氏の夢を形にしたものであり、現代の日本共産党のあるべき姿を示したものだが、現執行部は異端として排除した」と主張[20]。なお、この書物は、党大会への除名再審査要求書の「第Ⅱ部」と位置づけられる[21]。
  - 9月4日 - あけび書房から、党から除名された松竹とその除名を支持した小林節が並んで登場する『続・希望の共産党』が刊行される[22]。
  - 11月10日 - 敬徳書院店主・高橋祐吉が、再び「（続）騒がしきことなどーその後の松竹問題雑感」（3回連載）で、党の対応を繰り返し批判[23]。
  - 12月1日 -「しんぶん赤旗」に党組織局長・土方明果が「除名処分された人物による党大会かく乱策動について」（11月30日付）を掲載し、松竹は「本心を隠して党大会代議員になるよう党員に働きかけている」と批判。
  - 12月12日 - 鈴木が、かもがわ出版から『さようなら志位和夫殿』を刊行[24]。編集担当は松竹である[25]。
  - 12月29日 - 松竹が、第29回大会にむけて「参加許可申請書」を提出[26]。
- 2024年
  - 党大会に先立つ１月11日、「現役党員」「元党員」による第29回党大会に向けての「第１回記者会見」が開かれる。党からの処分を防ぐために、氏名や支部名を伏せて、顔にはモザイクをかけ、声もボイスチェンジャーで変声させるという完全覆面出演で、松竹の除名を批判し、党運営の民主化を求めた。その詳細は『日本共産党の改革を求めて』（後述）に掲載される[27]。

## 第29回党大会
2024年1月15～18日 - 日本共産党第29回大会開催。松竹から出された「除名の再審査」要求について、上記の土方論文では「党大会が適切に対応することになるでしょう」と予告されていた。
- 大会初日15日 -福岡県選出の代議員が、福岡での党勢拡大・目標達成について報告。その際に「福岡県党の頑張りを攻撃している人たちがいる。綱領と規約を攻撃して除名されたごくごく一部の人たちだ。こんな連中に絶対に負けるわけにはいかない」「我々は大会現勢を回復突破した。必ず前進の道を切り開く。それがあなた方への回答だ」と発言した。
- 大会2日目の16日、神奈川県選出の代議員が「本の出版よりも除名のほうが問題」と中央の対応を批判する発言を行う。つづいて、京都南地区の代議員、東京・新宿地区の代議員、「赤旗」編集局次長の代議員が、これに反論した。同日、松竹の除名再審査は、山下芳生が「大会幹部団が再審査を行い、請求を却下することを決定」したことが報告され、代議員の多数の拍手をもって報告が承認された。
- 大会最終日の18日、討論の結語に立った田村智子副委員長（当時）が、神奈川の代議員の発言に言及し「あまりにも党員としての主体性を欠き、誠実さを欠く発言だ」「発言者は、批判の矛先を百八十度間違えている」と反論した[28]。
- 大会終了後、結語がパワハラではないかと記者団から問われた小池晃書記局長は、「発言内容への批判。発言者の人格を傷つけるものではなく、パワハラではない」と説明している[29]。

## 訴訟
・2024年3月7日、松竹は日本共産党を相手取り、党員としての地位確認と550万円の損害賠償を求める訴訟を、東京地裁に起こした。原告訴訟代理人弁護士は、平裕介、伊藤建、堀田有大が務める。被告側の弁護士は、小林亮淳、長澤彰、加藤健次、尾林芳匡、山田大輔が務める。
・この訴訟にあたって「松竹伸幸応援隊」が結成され大西誠司が「隊長」に就任、内田樹が「顧問」に就任した。「応援隊」は、「松竹の除名撤回裁判勝利を願う一点で仲間を広げる」とし、「松竹の安保自衛隊問題の考えの賛否や共産党に対するスタンスの違いを超えて活動を進める」としている。
・これに対して日本共産党は、「まったく不当なもの。松竹氏の除名処分は、適正に行われ、党大会でも決着済みの問題。そもそも、政党の自律的な運営に対し裁判所の審判権が及ばないことは、1988年12月20日の最高裁判決でも確認されていること」とのコメントを発表している。日本共産党が指摘する通り、政党内の処分に関しては裁判所の司法権は原則として及ばないというのが最高裁判所の判例であるが、原告はこの判例の変更を求めている。
・あけび書房の社長は「松竹さんは新党をつくる気はなく、党に戻るために裁判するので、その意志を尊重して支援します。『共産党は終わった』感ありますが、まだ中でたたかっている人たちがいるので、そうした人たちも応援します」とみずからの立ち位置を明らかにしている。
・６月20日に第一回公判が行われる。松竹は「もし私を除名するのなら、まず志位氏を除名して範を垂れた上で私に通告すべきでした」と主張した。公判後の原告側のイベントでは池田佳代子、川人博が参加し、エールを送った。
・松竹は『共産党除名撤回裁判の記録（Ⅰ）』をかもがわ出版から出版（7月）。メルマガ記事を中心にしたものだが、最高裁で勝利するまで続けると宣言している。

## 経過②（第29回大会後）
- 1月17日 - 「松竹伸行」を名乗る人物により「れいわ新選組と日本共産党－党首公選制を採用しない日本共産党への国民の声」（憲歩会出版）という本が電子書籍として刊行される[36]。松竹（伸幸）は、「ニセ者です」「困ったもの」として無関係であることを表明している[37]。
- 2月15日 - 「現役党員」「元党員」による「第２回記者会見」が開かれる。前回同様の覆面会見で、松竹からの除名再審査を党大会が却下したことを問題視し、大会「結語」がパワハラであることを批判した。こちらの模様も『日本共産党の改革を求めて』（後述）に掲載されている。

- 3月2～15日 ‐ 敬徳書院店主・高橋祐吉が「三人の友人と食事をしてーーパワハラ発言雑感」で、三たび党の対応を批判する。神奈川選出代議員に対する大会結語は「典型的なパワーハラスメント」だとし、中島みゆき作曲・柏原芳恵歌唱の歌になぞらえて「”春なのに　ため息またひとつ”といったところ」と評価した[38]。ただし高橋は松竹のことを「たかが新書本を一冊出しただけの人ではないのか」と述べるなど、松竹が自衛隊問題、憲法問題、安保・外交問題などで多くの著書を出していることを踏まえていない。

- 3月13日 - 鈴木が志位議長、田村委員長、小池書記局長あてに、穀田恵二の不倫の調査を要請する文書を送ったことが篠原常一郎によって公表される。これは穀田と、穀田の選挙のアナウンサー務めた女性とが不正常な関係にあるとし、両名の「あいびき場所」への送迎をさせた穀田の元秘書を除名したことを批判し、この問題を黙認してきた当時の京都府委員会幹部だった中井作太郎と市田忠義を批判している[39]。
- 3月30日 - 「日本共産党員・元党員の有志」により『共産党の改革を求めて』という本の刊行が予告される（5月1日刊行、あけび書房）。この本は「パワハラ、セクハラ、異論排除、不当処分、ネット監視…。前代未聞の現役党員による記者会見の記録、元党員の手記、葬られた意見を載せて、真に民主的な改革を求める緊急出版」だとされる。これは、１月11日、２月15日の覆面記者会見をもとにしているため筆者は明らかにされていないが、大会討論で発言した神奈川県選出の代議員の発言予定原稿や意見書が「資料」として収録されることが予告されている[40]。
- つづいて松竹から、６月20日に新著『私は共産党員だ！』を刊行することが予告される。この日は第１回公判と重なるため注目度が増すというのが松竹の見立てである[41]。また松竹は同書をメルマガに申し込んだ人へのプレゼント品にしているほか、「シン・日本共産党宣言Ⅱ」という副題がついたことで「柳の下のドジョウになっちゃりたして」との期待を表明している[42]。
- 松竹から、中北浩爾と「しんぶん赤旗」のやりとり（後述）に失望した「赤旗」記者でかもがわ出版への転職を希望するケースも出ており、記者以外の党本部勤務員を含めると複数にのぼることが明らかにされている[43]。松竹自身も、党本部の給与水準には及ばないが地方党機関の給与水準なら支払えるとし、党専従者からかもがわ出版への転職を呼び掛けている[44]。今後、かもがわ出版による共産党職員および「赤旗」記者の引き抜きが予想される。
- 4月６～７日 - 日本共産党第２回中央委員会総会（２中総）で、「赤旗」では報じていない「秘密報告」がなされたとの情報がある。それは松竹、鈴木の行動に影響を受けた党員が「ごく一部」存在しており、反共攻撃の影響下にある党員については、「規約に基づく適切な指導と援助が必要である」というものである。その情報を受けて鈴木は「私や松竹氏は攪乱活動など行っていないし、メディアによる反共攻撃など行われていない」との認識を示している。[45]
- ６月１日 - 鈴木が「世の中を変えたいあなたへー時代と向き合ったある庶民の８０年の記録ー」と題する自叙伝の刊行（あけび書房）を予告する。同人のfacebookによると「豊かな実践と深い自省の書」であり、内田樹と安斎育郎が推薦している[46]。

## 中北浩爾との応酬
政治学者の中北浩爾が、党大会などについてマスコミに問われ、「2党員の除名処分は、従来の体質が変わらないことを示した」「大会では神奈川県議を大勢の代議員の前でつるし上げ人格攻撃を加えた」「（結語は）中央委員会総会で議論した結果を読み上げた組織ぐるみのパワハラだ」「共産党は立憲主義を唱えているが、党内にも権力制約原理を導入すべき」などと発言。
これに対して共産党が、「赤旗」に理論委員会事務局長・谷本諭による「日本共産党を論ずるなら事実にもとづく議論を―中北浩爾氏の批判にこたえる」を発表。
中北が「赤旗」紙面に、谷本論文と同一分量の自分の反論掲載を要求。中北は、「サンケイ新聞1973年12月2日付け朝刊に掲載された自民党による共産党批判の意見広告をめぐって共産党は、憲法21条にもとづく『反論権』を主張し、同一分量の反論文の無料掲載を請求して裁判を起こしたことがある。それとの整合性が問われることを付言しておく」と主張した。
これに対して共産党は「一般新聞とは全く異なる政党機関紙（赤旗）を同列に置いて反論掲載を求めるという議論は成り立たない」と主張して中北の要求を断っている。「赤旗」への反論掲載を拒否された中北は、『現代の理論』37号（電子版）に掲載した。

## 匿名会見と出版
・５月1日 - 予告通り『日本共産党の改革を求めて』があけび書房から刊行される。編著者名は「日本共産党員・元党員の有志」ということ以上に明らかにはしていないが、中には2名の実名（と思われる）の離党表明と、前掲神奈川県選出代議員の（当該代議員が所属する地区会議での）発言原稿や中央委員会への意見書が収録されている。
・発売同日、「現役党員」「元党員」による「第３回記者会見」が開かれ、本書の刊行をアピールした。その場で、神奈川県選出代議員の発言原稿、意見書類の掲載は、同代議員はあずかり知らないところであることが明かされている。
・同書を事前に読んでいた中北浩爾は、Facebookで「いずれも共産党の健全な発展を願っての発言。それらを党指導部がどう捉えるのか。万が一、『反共攻撃』として捉えるならば、非常に残念としか言いようがありません」と発言し、同書を推薦している。木下ちがや（こたつぬこ）は、実名で掲載されている離党手記を評価し「印象深かった」と評価している。上記訴訟の松竹側弁護士の平祐介も本書を紹介し「182頁にも記載があるが、SNSで異論を述べれば党員は処分（最悪除名処分）されることの根拠になっているのは、日本共産党規約5条5号第4文です」と述べている。
・他方、日本共産党および発言原稿・意見書などが無断掲載された神奈川県選出代議員は、この件については特に態度表明をしていない。
松竹・鈴木除名問題に関する出版物は以下の通りである。
・松竹伸幸『シン・日本共産党宣言』（文春新書、2023年1月）－松竹の除名の原因になった著書。
・鈴木元『志位和夫委員長への手紙』（かもがわ出版、2023年1月）ー鈴木の除名の原因になった著書。編集担当は松竹で同時発売を持ち掛けたことが「分派活動」とされた。
・有田芳生ほか『希望の共産党』（あけび書房、2023年1月）－多くの寄稿者が「党首公選」などを要求している。
・日本共産党『党首選出と安保政策をめぐる攻撃にこたえる』（日本共産党出版局、2023年3月）－党首公選論への反論と松竹除名を説明したもの。現時点では党側の唯一の刊行物。
・松竹『不破哲三氏への手紙』（宝島社新書、2023年8月）ー除名後の松竹の”反論”の第一作。不破哲三（および党側）からの反論、コメントはなされていない。
・碓井敏正ほか『続・希望の共産党』（あけび書房、2023年9月）ー松竹と松竹除名を支持した小林節の両名がコラボで登場。
・鈴木『さようなら志位和夫殿』（2023年12月）ー除名後の鈴木の”反論”の第一作。編集担当は松竹。志位和夫（および党側）からの反論、コメントはなされていない。
・日本共産党員・元党員有志『日本共産党の改革を求めて』（あけび書房、2024年5月）－第29回党大会後の最初の刊行物。このなかで神奈川選出の代議員が党大会での結語がハラスメントになるかどうか第三者委員会での検証を求めていることについて、委員長の田村智子は「コメントしません」というコメントをした。
・日本共産党員・元党員有志『増補版・日本共産党の改革を求めて』（あけび書房、2024年6月）ー新たな記者会見の記録などを加えた増補版。
・鈴木『世の中を変えたいあなたへー時代と向き合ったある庶民の８０年の記録ー』（あけび書房、2024年6月）ー鈴木の除名後の第二作。「自叙伝」だが自分と松竹を除名したことへの非難と2中総の秘密報告の暴露を行う。党側からの反論はない。
・松竹『私は共産党員だ！ーシン・日本共産党宣言Ⅱ』（文春新書、2024年6月）ー裁判を決意した経過をつづる。党側からの反論はない。
・松竹『共産党除名撤回裁判の記録（Ⅰ）』（かもがわ出版、2024年7月）ー裁判資料やメルマガなどの記事。松竹は最高裁で勝利するまで続編を刊行すると宣言している。

## 評価
日本共産党側は、松竹が鈴木に対し「同じ時期に出たほうが話題になりますよ」といって刊行時期をそろえたことが分派活動だと認定した。それに対して松竹は「鈴木は党綱領・規約は間違っているから変えるべき」と主張し、自分（松竹）は、「綱領・規約の範囲内で行動している」から、分派になりえないと述べており、分派の定義をめぐる議論は平行線である。
ただし、二人とも党首公選を主張するという点では同じ立場である（松竹は自分が党首に立候補し、鈴木は志位和夫の退陣のみを要求している）。
なお、上記の第29回大会で志位和夫は委員長を退任し田村智子が後任となったが、議長に就任した。上記の『志位和夫委員長への手紙』『さようなら志位和夫殿』で志位退陣を要求しつづけた鈴木は「みずからの政治生命と引き換えに大将の首を取った」として、高く評価されている。他方、党大会で除名再審査を却下されながら、今度は裁判にまで持ち込んだ松竹に対しては「未練がましい」との批判が出されている。